# ものまねランキング
『ものまねランキング』は、2021年からテレビ東京系列で不定期で放送されているものまね番組。

## 概要
今本当にスゴいものまね芸人を、ものまねのプロが本気で選んでランキング形式で発表する番組。

## 出演者

### MC
- 出川哲朗
- 竹内由恵（#4）
- 宇賀なつみ（#5）
- 中原みなみ（テレビ東京アナウンサー、#7）

### パネラー
- 原口あきまさ
- ホリ
- 神奈月
- ミラクルひかる
- JP

ほか

## 歴代1位獲得者
（）は1位獲得者が披露したレパートリー
- 第1回

ミラクルひかる（広瀬香美）42票 / 151人。
- 第2回

ミラクルひかる（笠置シヅ子）91票 / 215人。
- 第3回

ガリベンズ矢野（ひろゆき）
- 第4回

ゆうや佑哉（松任谷由実）27票 / 152人。
- 第5回

レッツゴーよしまさ（志村けん）61票 / 216人。
- 第6回

小林穂高（福山雅治）21票/162人。
- 第7回

ビューティーこくぶ（山下達郎）491点

## 放送リスト
| 回   | 放送日        | 曜日 | 放送時刻       | タイトル                                                                 | 備考             |
| ---- | ------------- | ---- | -------------- | ------------------------------------------------------------------------ | ---------------- |
| 1    | 2021年1月2日  | 土   | 23:30 - 01:00  | ものまね芸人151人がガチで選んだ いま本当にスゴい!ものまねランキング      |                  |
| 2    | 2021年5月27日 | 木   | 19:58 - 21:48  | ものまねのプロ215人がガチで選んだ 本当にスゴい!ものまね芸人ランキング    |                  |
| 3    | 2022年1月2日  | 日   | 22:00 - 翌0:00 | ものまね芸人151人がガチで選んだいま本当にスゴい!ものまねランキング2022   |                  |
| 4    | 2022年8月11日 | 木   | 19:58 - 21:48  | ものまねのプロ152人がガチで選んだ本当に似てる! "歌ものまね"ランキング    |                  |
| 5    | 2023年1月1日  | 日   | 22:00 - 翌0:00 | ものまね芸人216人がガチで選んだいま本当にスゴい!ものまねランキング2023   |                  |
| 6    | 2023年8月10日 | 木   | 19:58 - 21:48  | ものまねのプロ162人がガチで選んだ本当に似てる！“歌ものまね”ランキング    |                  |
| 番外 | 2024年3月30日 | 土   | 0:27 - 1:07    | スナックのママさん ものまねがウマい客 教えて! MC出川哲朗                 | スピンオフ企画。 |
| 7    | 2024年8月12日 | 月   | 20:00 - 21:54  | 今夜決定!本当に似てる昭和平成令和の"歌まねランキング" MC出川哲朗         |                  |
| 8    | 2025年2月3日  | 月   | 20:00 - 21:54  | ものまねのプロがガチ投票 いま日本人に聴いてほしい!歌まねコラボランキング |                  |

## スタッフ
- ナレーション：榎木淳弥（#7）
- 構成：丸山コウジ、山形遼介（山形→#3,5,7）、安田聡太、斉藤涼（共に#1-）
- TD：池田浩之（#7）
- カメラ：藤本茂樹（#6）
- VE：宮前佐智（#7）
- 照明：曽我秀樹（#2-）
- 音声：星川真視（#7）
- PA：稲葉昌幸（#7）
- 編集：佐藤豊（#1-）、三浦崇（#2-）
- TK：江野澤郁子（TBG、#7）
- 音効：藤代広太（#1-）、小山竜一（#2-）
- MA：井上純太（#1-）
- タイトル：浜松芽衣、杉浦菜帆（共に#1-4,6）
- リサーチ：maneuyer（#1-）
- 美術プロデューサー：薬王寺哲朗（#2-）
- セットデザイン：本橋智子（#7）、小谷恵（#2-）
- 美術進行：政所美咲（#4-）、津坂宗紀（#5-）
- タイトル：杉浦菜帆（#7）
- CG：山本隼希（#7）
- トータライザー：長谷川龍彦（#7）
- 大道具：上村みのり（#7）
- 小道具：赤石美菜子（#2-）
- 電飾：川添愛加（#7）
- アクリル電飾：川満貴志（#5-）
- モニター：石井ゆか（#4-）
- フラワーアレンジ：松井達彦（#4-）
- 美術協力：テレビ東京アート（#2-）
- メイク：山田かつら（#4-、#2,3は美術協力）
- 衣裳：東京衣裳（#4-）
- 技術協力：テクノマックス（#2,4-）、映像通信（#1,3-）
- コーディネーター：王均礼（#7）
- 写真協力：アフロ、ゲッティ
- 音源協力：DAM第一興商（#6-）
- 取材協力：専門学校ESPエンタテインメント東京、尚美ミュージックカレッジ専門学校、VOAT、VT Artist Development（共に#7）
- 番宣：結城慶（テレビ東京、#3,5-）
- デスク：鈴木あゆみ（テレビ東京、#1-）、神戸美保（MEW、#7、#1はアシスタントディレクター）
- アシスタントディレクター：七十苅汐里、安永伸司、飯坂仁美、京嶌美華子、中村羽麗、金谷咲希、山﨑凛（七十苅→1,3-、飯坂→#4-、京嶌→#4,6、安永・中村・金谷・山﨑→#6）
- アシスタントプロデューサー：垣内ちひろ（MEW、#1,3-）、中塩仁美（#6-）、喜友名沙紀（#4,6-）
- ディレクター：嘉納一貴、川西崇文、亀池晃弘、峠奈緒、山口浩和（嘉納→#1-、亀池→#1,4,7、川西→#6、峠・山口→#7）
- 演出：日下真行（MEW、#1-）
- プロデューサー：中村和宏・岩崎正志（MEW）（共に#1-）
- チーフプロデューサー：金子優（テレビ東京、#1-6まではP、#7はCP）
- 制作協力：MEW（#1-）
- 製作著作：テレビ東京

### 過去のスタッフ
- ナレーター：落合福嗣（#2-5）、白瀬ちゅうゐ（#6）
- 構成：カツオ（#3,5）
- TP：山下悠介（#3）
- TD/SW→TD：袖垣竜也（#1）、野瀬一成（#2,4）、木塚裕紀（#5,6、#2,4はカメラ）
- SW：小川利行（#3）
- カメラ：大尾庸介（#1）、遠藤俊洋（#3）、片柳悠（#5）
- VE：原俊平（#1）、中野鉄平（#2）、武田和浩（#3）、宮澤真子（#4,5）、森隆太（#6）
- MIX：谷口貴三男（#1）
- 照明：古谷美明（#1）
- 音声：光山由貴子（#2）、浮所哲也（#3）、本田宏文（#4）、門脇茂誠（#5,6）
- TK：TBG（#3）、長谷川梨花（TBG、#5）、池田美香（TBG、#6）
- クレーン：植田久貴（#1）
- PA：桒原典明（#1）、溝口賢蔵（#3）
- 編集：児玉典宏（#1-4）
- 美術プロデューサー：鈴木直美（#1）
- セットデザイン：岩井愛（#1）
- 美術進行：矢納釆佳（#1）、野本和広（#3）
- 大道具：坂本進、山野辺彰一（共に#1）、増山達也（#2,3,5）、戸田健太（#6）
- アクリル装飾：青木剛（#1）、瀬田松祐子（#2）、吉川亮（#3）、是安弘樹（#4）
- 造園：儀同博子（#1）
- 電飾：西田和正（#1）、松村真一（#2,4-6）
- メイク：野尻七衣（#1,2）、荻山夏海（#1）
- スタイリスト：近藤和貴子（#1-3）
- 技術協力：YBE、Heart-s（共に#1）、TAMCO（#2）、ニユーテレス（#3）
- 美術協力：ジーケン・アート（#1,2）
- イラスト：ぴーたん（#5）、グレートインターナショナル（#2-6、#1は協力）
- 音源協力：JOYSOUND（#1-5）
- 撮影協力：そっくり館キサラ（#1-4）、Zoom（#1）、山田水産（#2）、龍宮城スパホテル三日月（#4）
- 映像協力：アフロ、ゲッティ、Forest of     wing（共に#1）
- 番宣：村田豪（テレビ東京、#1）、中村由菜（テレビ東京、#2）、下舞由理香（テレビ東京、#4）
- 配信：佐々木亮（テレビ東京、#1）
- デスク：後村彩乃（#1）、河原塚茜（#2,3）、小谷野沙樹（MEW、#4,5）、松本圭小里（#5,6）
- アシスタントディレクター：菊池美姫、石川沙奈（共に#1）、水野真稀、河村静香、石橋理希（共に#1,2）、細川拓望（#1,2,4）、吉武藍（#2、#1はディレクター）、渡邉陽太、西山舞、ワタンパラスト奎和（クロスブリード）（共に#3）、武岡澄也、阪口大起（共に#4）、田邊朋恵（#4,5）、鈴木七生、水野健人（共に#5）、辰巳桃子（1,3,5,6）、都出奈々美（#1,6）、山崎弘喜、荒井大和、金城佑真（共に#6）
- キャスティング：荒井美妃（mellowlife、#6）、日下潤（えすと、#4-）
- アシスタントプロデューサー：出合信之（MEW、#1,2,4）、佐々木学（#3）
- 協力プロデューサー：鈴木康浩（クロスブリード、#3）
- ディレクター：薮崎雅弘（#1,3,6）、森賀紀行（#1-6）、新垣拓也（#1）、橋本和哉（#1,2）、桑原愛希（#2）、柴崎久美子、桂亮太（共に#3、桂→#2はAD）、生田健太郎（#4-6）、橋本薫（#5）
- チーフプロデューサー：井関勇人（テレビ東京、#1-4）、高砂佳典（テレビ東京、#5）、小高亮（テレビ東京、#6）